# HD 106248
HD 106248 eller HR 4649 är en ensam stjärna i mellersta delen av stjärnbilden Kameleonten. Den har en skenbar magnitud av ca 6,34 och är mycket svagt synlig för blotta ögat där ljusföroreningar ej förekommer. Baserat på parallax enligt Gaia Data Release 3 på ca 9,1 mas, beräknas den befinna sig på ett avstånd på ca 358 ljusår (ca 110 parsek) från solen. Den rör sig bort från solen med en heliocentrisk radialhastighet på ca 34,5 km/s. Stjärnans luminositet är minskad med 0,32 magnitud på grund av interstellärt stoft och Eggen (1993) listade den som medlem i populationen av stjärnor i Vintergatans äldre (tjocka) skiva.

## Egenskaper
HD 106248 är en orange till röd jättestjärna av spektralklass K2/3 CNII, där suffixet CNII anger att den har ett stort överskott av cyanoradikaler, vilket gör den till en CN-stjärna. Den har en massa som är ca 11 solmassor, en radie som är ca 2,7 solradier och har ca 49 gånger solens utstrålning av energi från dess fotosfär vid en effektiv temperatur av ca 4 700 K.